# 이고리 오이스트라흐

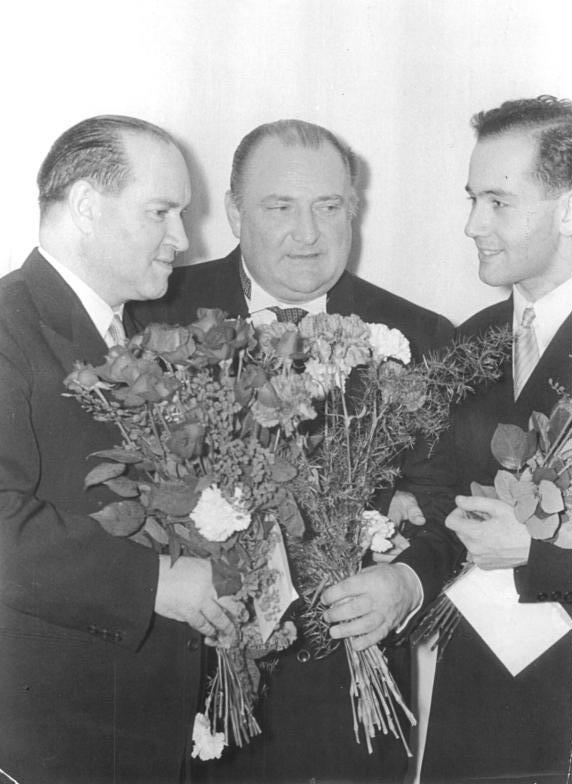
왼쪽부터 지휘자 프란츠 콘비치니, 다비드 오이스트라흐, 그리고 이고리 오이스트라흐의 1957년 사진

이고리 다비도비치 오이스트라흐(러시아어: Игорь Давидович Ойстрах, 우크라이나어: Ігор Давидович Ойстрах 이호르 다비도비치 오이스트라흐[*], 1931년 4월 27일 ~ 2021년 8월 14일)은 러시아의 바이올리니스트이다.
다비드 오이스트라흐의 아들이며, 아버지와 함께 연주한 바이올린 2중주가 유명하다. 아버지와 같은 우크라이나 오데사 태생이며, 동일하게 표트르 스톨랴르스키에게 사사하였고, 1949년에는 부다페스트, 1952년에는 바르샤바의 헨리크 비에니아프스키 국제콩쿠르에서 우승하고, 모스크바 음악원 재학 중부터는 국외에도 이름이 알려졌다. 1958년에 모스크바 음악원 교직원이 되어 1965년부터 강의를 시작하였다. 1996년부터는 브뤼셀 왕립음악원에서 바이올린을 가르친다.